# Inja (affluente dell'Ob')
La Inja (in russo Иня?) è un fiume della Russia siberiana sudoccidentale, affluente di destra dell'Ob'. Scorre nell'oblast' di Kemerovo e di Novosibirsk.

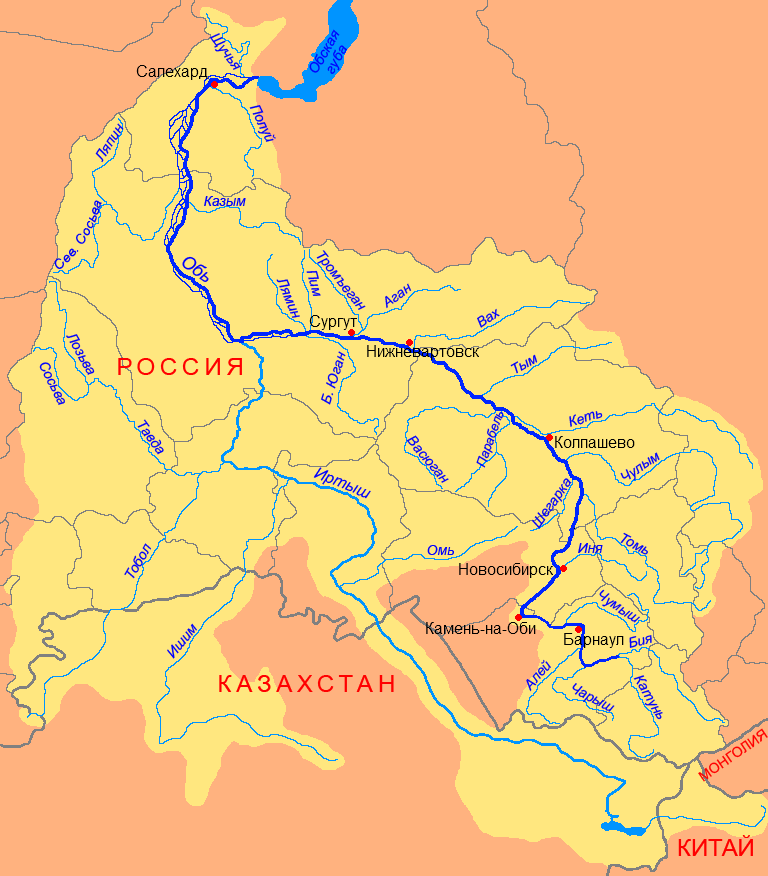
Bacino dell'Ob'

## Descrizione
Il fiume ha origine da una cresta montana al centro della Depressione di Kuzneck, a 300 m d'altezza. Inizialmente scorre attraverso l'oblast di Kemerovo in direzione prevalentemente occidentale, incontrando gli insediamenti di Inskoj, Gramoteino, Polysaevo, Leninsk-Kuzneckij e Promyšlennaja; successivamente, nell'oblast di Novosibirsk, attraversa la cittadina di Togučin e infine sfocia nell'Ob' nella parte sud-est della città di Novosibirsk. La Inja ha una lunghezza di 663 km e il suo bacino è di 17 600 km². I suoi principali affluenti  (da sinistra) sono: Kas'ma (Касьма), Ur (Ур) e Bačat (Бачат).